# Недим Ремили
Недим Ремили (фр. Nedim Remili; Кретеј, 18. јул 1995) француски је рукометаш и репрезентативац који тренутно игра за француског прволигаша Париз Сен Жермен на позицији десног бека. Каријеру је започео 2013. у Кретеју да би 2016. потписао за Париз Сен Жермен.
Ремили је син бившег играча Камела Ремилија, а рукометом се почео бавити с десет година. За репрезентацију је дебитирао 7. јануара 2016. године, са којом је освојио злато на Светском првенству 2017. године у Француској и бронзу 2019. у Данској и Њемачкој, те бронзу на Европском првенству 2018. у Хрватској.

## Награде и признања
- Најбољи тим на Светском првенству: 2017.
- Најбољи тим Француског првенства: 2016.
- Највећа нада Лиге шампиона: 2017.
- Највећа нада Француског првенства: 2016.

## Клупски профеји

### Париз Сен Жермен
- Првенство Француске: 2017, 2018, 2019.
- Куп Француске: 2018.
- Лига куп Француске: 2017, 2018, 2019.
- Суперкуп Француске: 2016.